# Fimbristylis corynocarya
Fimbristylis corynocarya är en halvgräsart som beskrevs av Ferdinand von Mueller. Fimbristylis corynocarya ingår i släktet Fimbristylis och familjen halvgräs. Inga underarter finns listade i Catalogue of Life.